# Herz-Jesu-Kloster (Nettersheim)

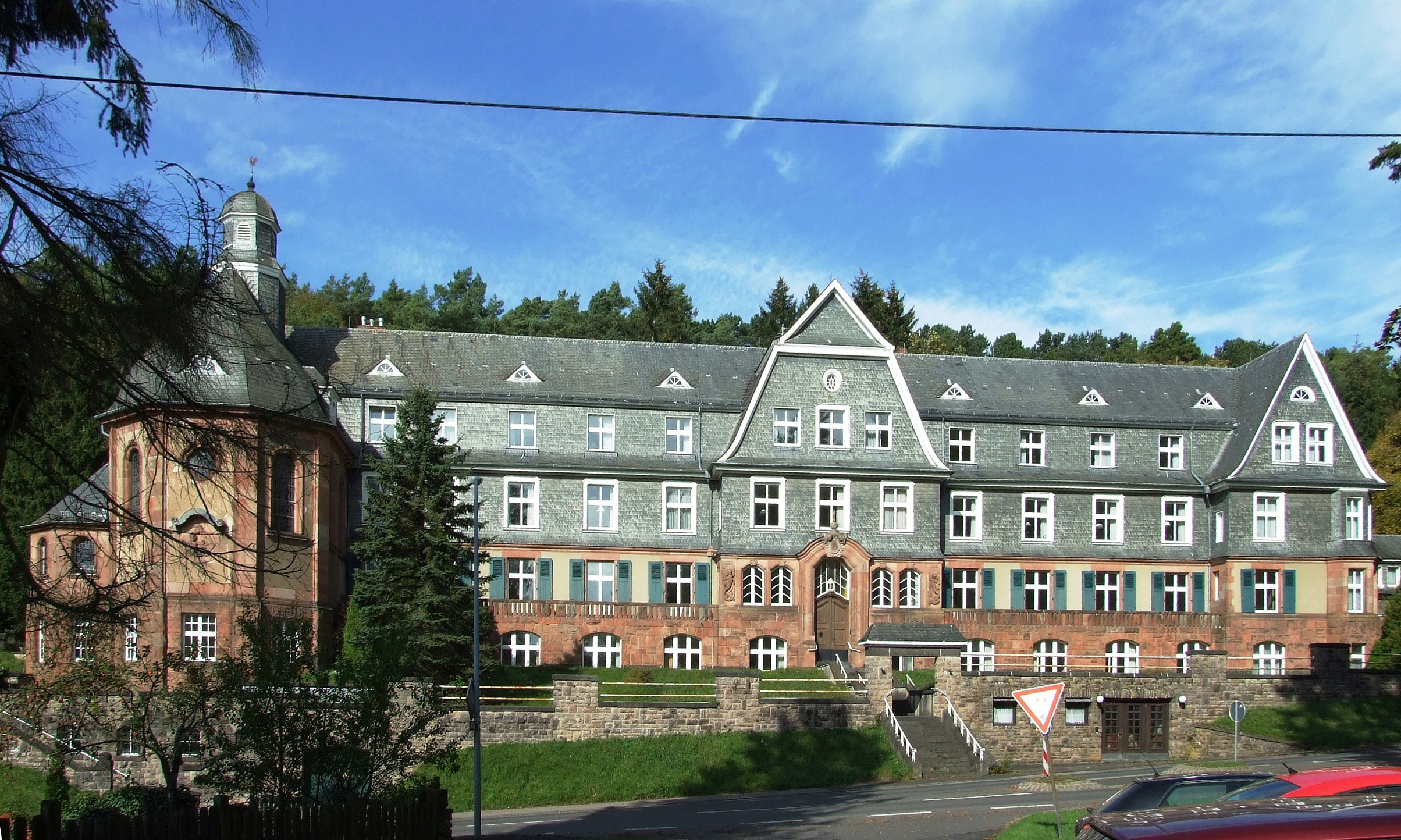
Sicht aus dem Parkweg (2014)

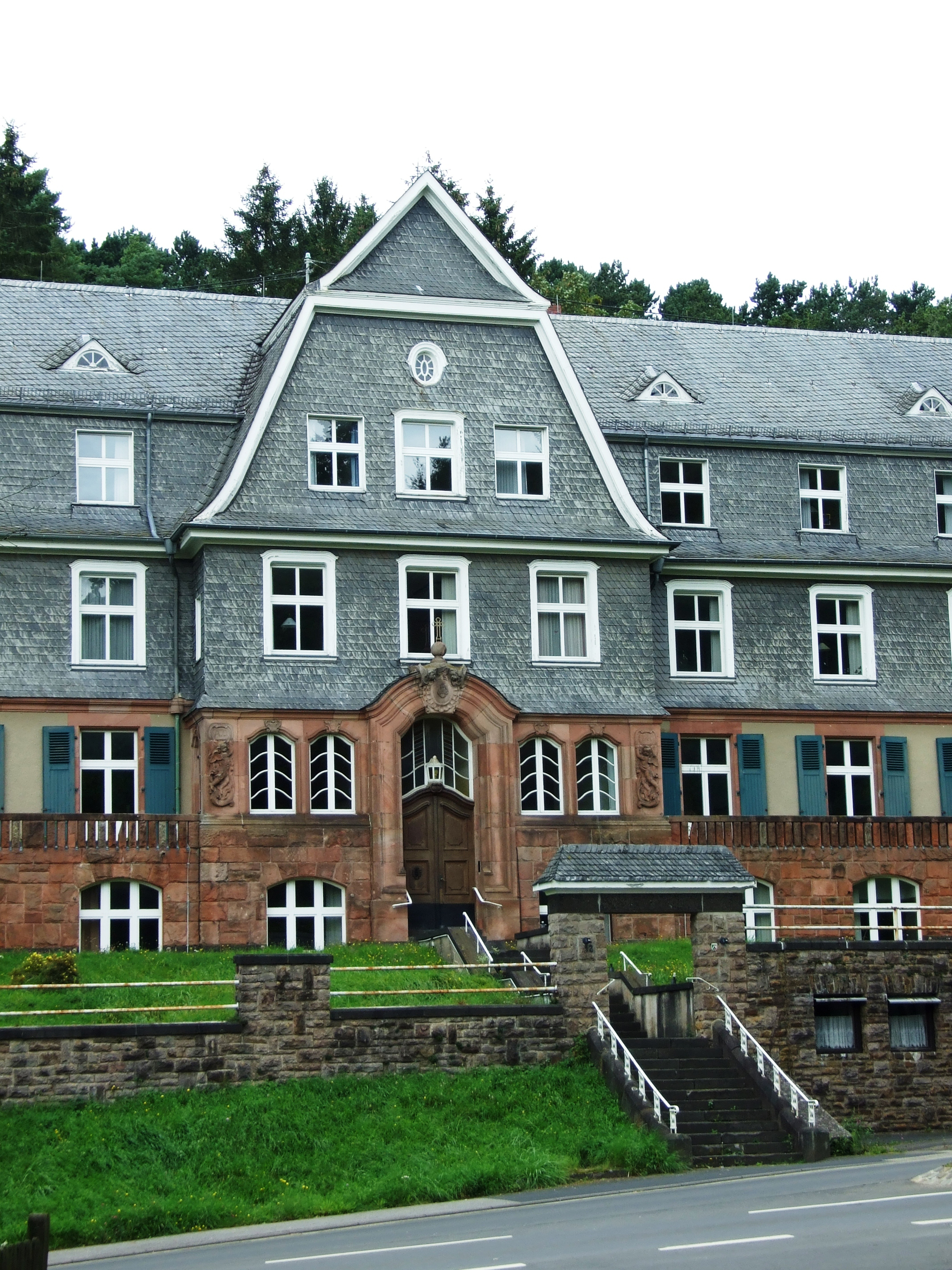
Mittelrisalit mit Hauptportal (2014)

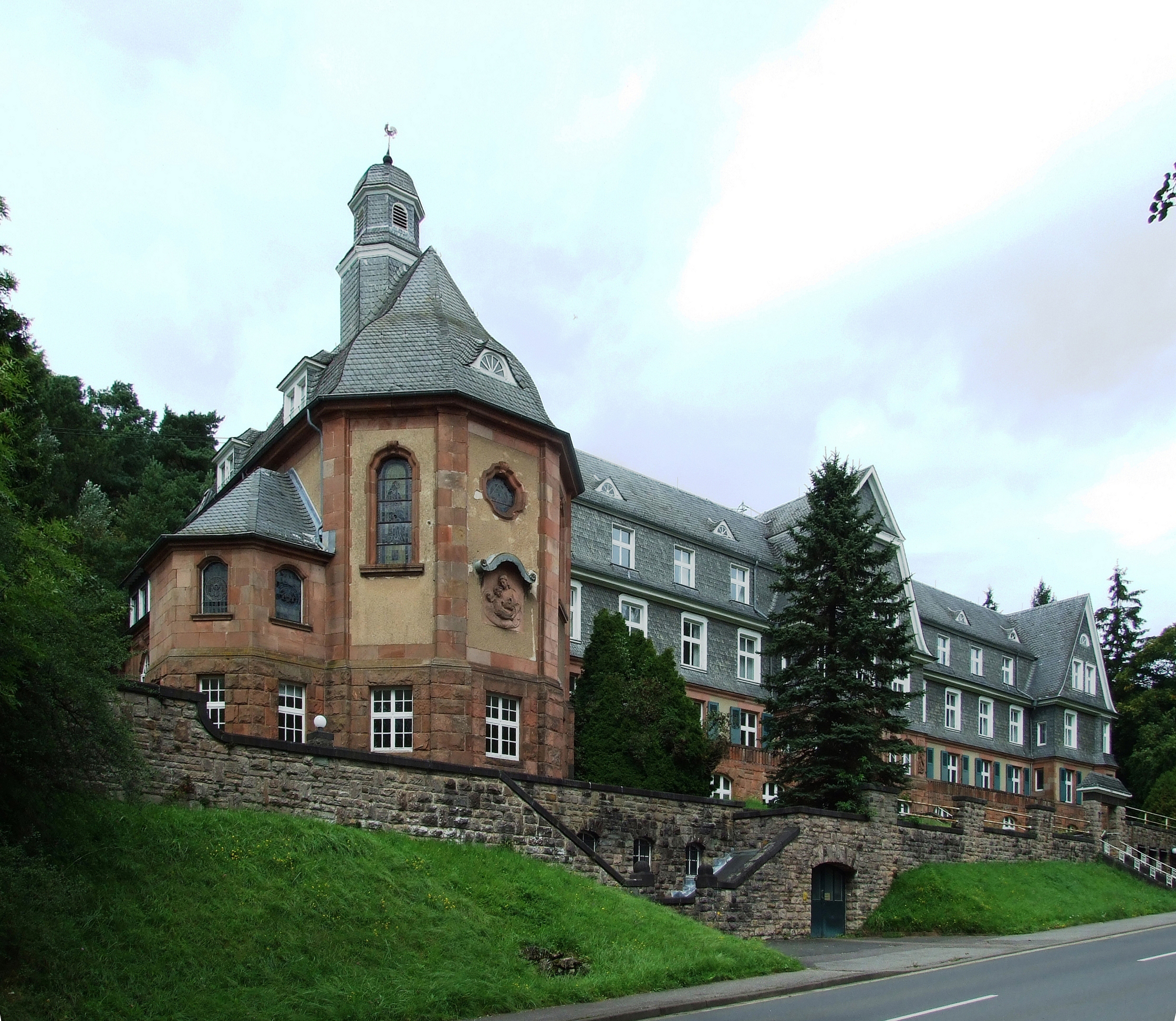
Ansicht von Südosten (2014)

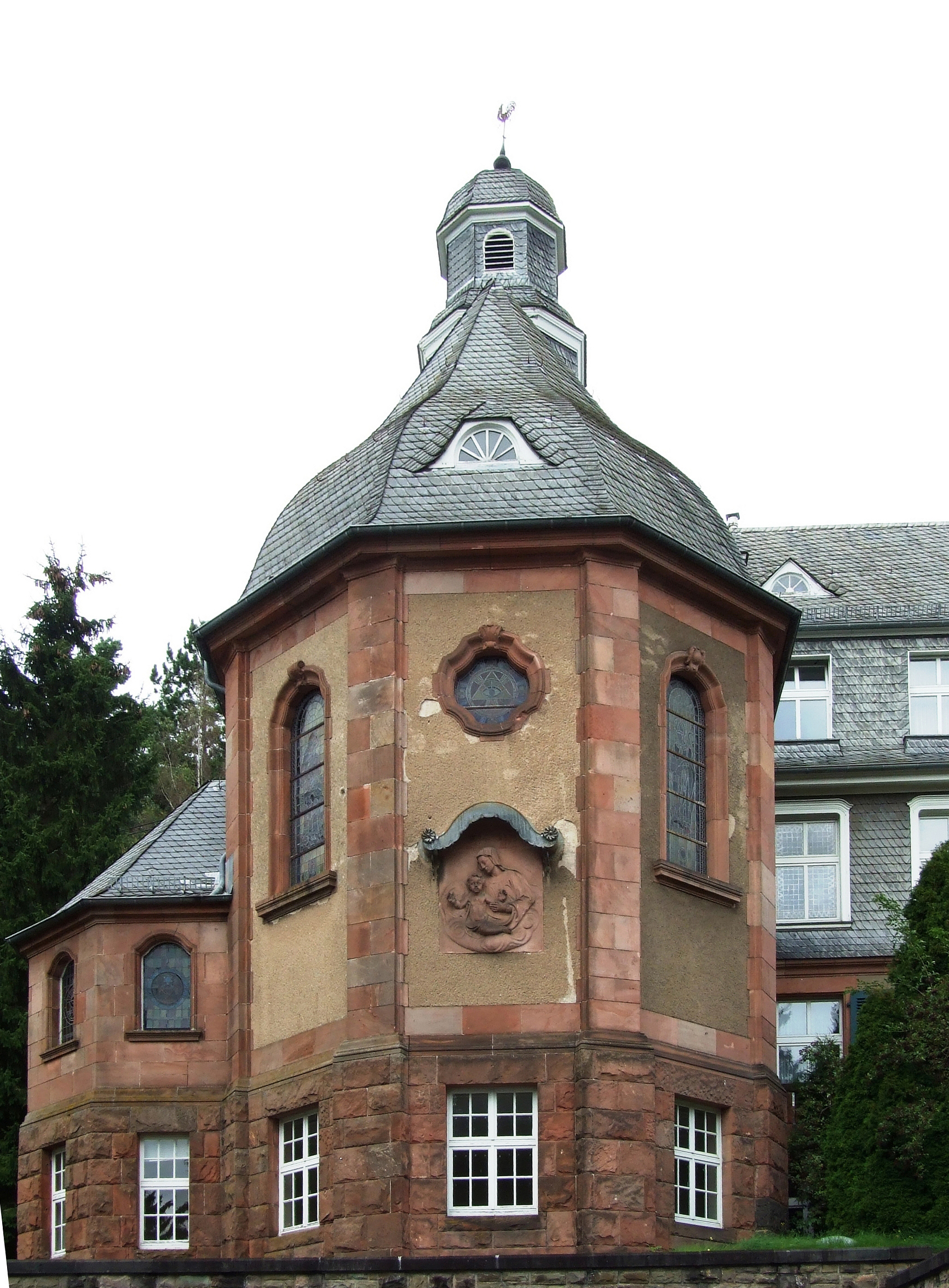
Seitenrisalit mit Kapelle (2014)

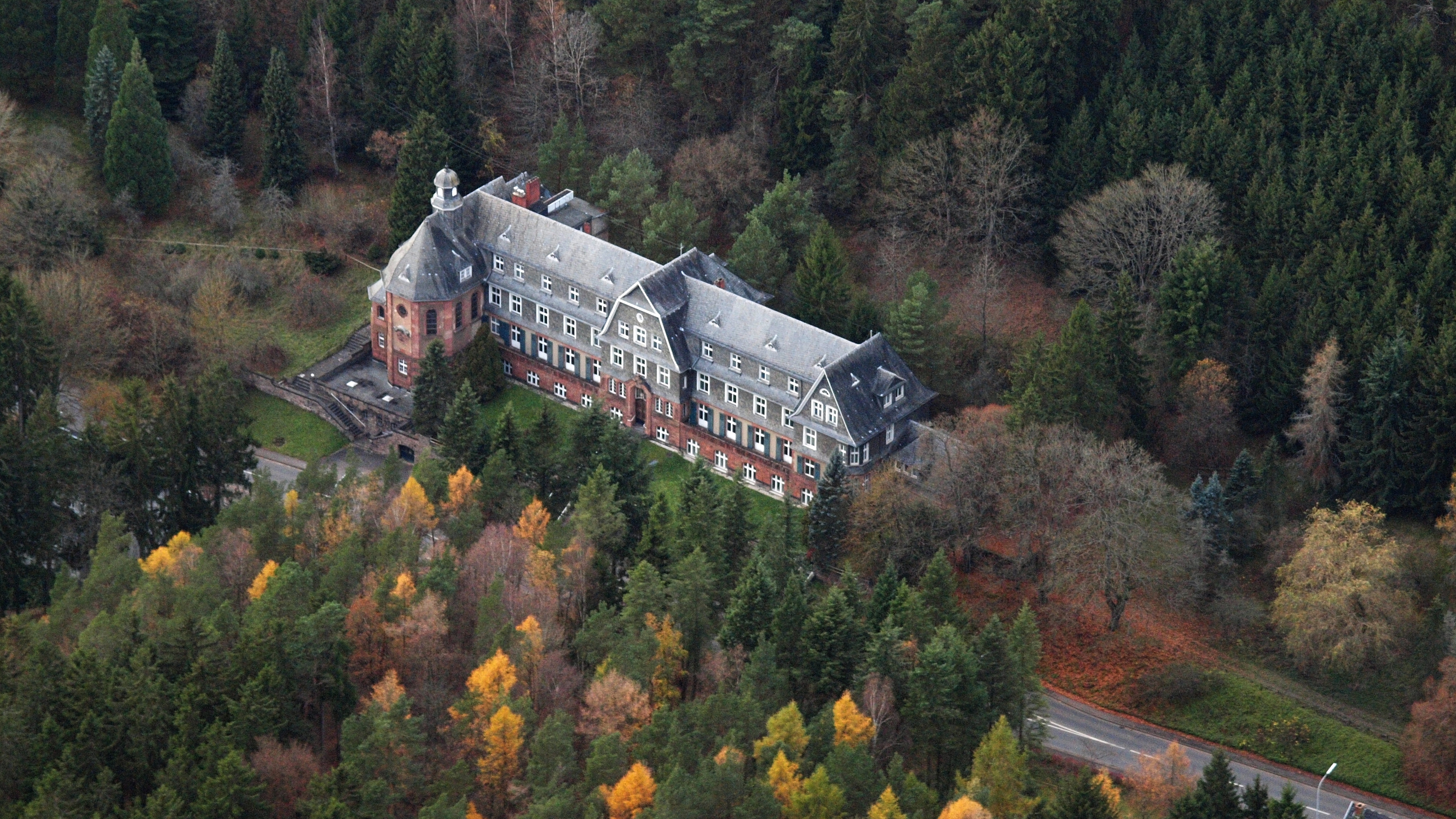
Luftaufnahme (2015)

Das ehemalige Herz-Jesu-Kloster in der Klosterstraße 12 in Nettersheim ist ein unter Denkmalschutz stehendes Baudenkmal. Die in den Jahren 1919 und 1920 erbaute neobarocke Anlage entstand nach einem Entwurf des Kölner Architekten Thomas Klee (1870–1925).:112 Nach einer zeitweiligen Nutzung als Alten- und Pflegeheim Haus Tannenblick steht das auf einem 29.909 m2 großen Grundstück stehende Ensemble seit dem Jahr 2008 leer und ist zum Verkauf ausgeschrieben.

## Geschichte
Die Entstehung des Herz-Jesu-Klosters in Nettersheim nahm ihren Ursprung während des Ersten Weltkriegs. Nachdem zu Ende des Jahres 1916 an der örtlichen Volksschule die Diphtherie ausbrach, auf die weitere Epidemien 1917 folgten, kamen im Oktober desselben Jahres auf eine Bitte des Pfarrers an St. Martin die ersten Cellitinnen aus deren Mutterhaus in Köln (Severinstraße) nach Nettersheim. Dort bezogen sie zunächst das ehemalige Jagdhaus des Industriellen Bicheroux in der Steinfelder Straße und nahmen in der Haupttätigkeit die Krankenpflege auf. Daneben unterrichteten sie die Mädchen des Ortes im Haushalt, um sie auf eine Arbeit als Hausmädchen vorzubereiten.:111 Der Orden wählte Nettersheim zum einen wegen seines Klimas und der waldnahen Lage, zum anderen auch auf Grund der inzwischen bestehenden Kontakte als Standort für ein Kindererholungsheim.
Nachdem im Februar 1919 am Nordausgang des Ortes ein größeres Grundstück angekauft werden konnte, war die Klosteranlage bereits 1920 baulich fertig gestellt. Die Einweihung folgte im Juni 1921. Die Stromversorgung erfolgte zu Beginn über das Elektrizitätswerk Schleiden, die Wasserversorgung zunächst über das Ortsnetz. Da dieses jedoch häufigen Schwankungen unterlag, stellte die Einrichtung auf Eigenversorgung über eine Quelle am Eschepütz um, an deren Stelle sich das sogenannte Marxkreuz befindet. In den 1960er Jahren wurde wieder ein Anschluss an die kommunale Wasserversorgung hergestellt. Die Schwestern bezogen zunächst den Kapellenflügel und erst später den nach Nordosten anschließenden Bauteil. Die Anlage diente in der Folge nicht nur als Fürsorge- und Kindererholungsheim, sondern auch Urlaubern und anderen Gästen zur Beherbergung sowie als Erholungsstätte für die Schwestern der verschiedenen Ordensniederlassungen. Während die Gastkinder im Untergeschoss Aufnahme fanden, das auch den Küchentrakt enthielt, lagen die Gästezimmer des Erholungsheimes sowie je ein kleiner und ein großer Speisesaal im Erd- und Obergeschoss. Der nordöstliche Flügel des Dachgeschosses diente als Schlafsaal für die Hauskinder. Die Schwestern führten bis 1958 zudem den örtlichen Kindergarten. 1928 entstand neben dem bereits bestehenden Spielplatz nebst Planschbad eine Liege- und Ruhehalle für die Kinder, die im Jahr 1978 nach einem Brand gemeinsam mit ebenfalls in Mitleidenschaft gezogenen Wirtschaftsgebäuden abgerissen wurde.:112
Das Haus diente im Laufe seines Bestehens verschiedenen Nutzungen. Gegen Ende des Zweiten Weltkriegs noch als Durchgangslazarett für die von der Westfront sich zurückziehenden Einheiten der Wehrmacht eingerichtet, war es später Ausweichkrankenhaus für das Kreiskrankenhaus des Kreises Schleiden in Mechernich. Danach erfolgte wieder wie zuvor eine Nutzung als Erholungsheim für Stadtkinder aus dem Kölner Raum und dem Ruhrgebiet; daneben als Hauswirtschaftsschule, als Rehabilitationseinrichtung für Kriegsversehrte und als Einrichtung zur Rekonvaleszenz von Senioren. 1984 erfolgte die Einrichtung des Alten- und Pflegeheims Haus Tannenblick.:112 Die gerontopsychatriche Einrichtung der Krankenanstalten in Zülpich-Hoven bot bei 40 Betten Betreuungsmöglichkeiten für 50 hilfsbedürftige alte und psychisch erkrankte Menschen. 1987 verließen die letzten Schwestern Nettersheim, die Liegenschaft blieb jedoch im Besitz der Kongregation.:112 Nachdem im Jahr 2000 die Zülpicher Klinik mit ihren Tochteranstalten in die Marienborn GmbH überführt worden war, zu denen auch das Haus Tannenblick als Filiale des Altenzentrums St. Elisabeth gehörte, fiel wenige Jahre darauf die Entscheidung zum Neubau von Haus Tannenblick, in das die zuletzt (2007) 53 Bewohner nach dessen Fertigstellung zu Anfang 2008 umzogen. 2014 feierte die Einrichtung ihr 30-jähriges Bestehen.
Seit der Schließung des Pflegeheims im Jahr 2008 steht die Immobilie, unterbrochen von gelegentlichen Kulturveranstaltungen, ungenutzt. Im März 2008 wurden zahlreiche Teile des zum Haus Tannenblick gehörigen Mobiliars im Wege eines Hilfsgütertransportes nach Rumänien verbracht.
Eine Umnutzungsplanung aus dem Jahr 2007, die der Bad Münstereifeler Architekt Heinz Zanger ausarbeitete, sieht den Ausbau zu einem Wellness- und Kongresshotel vor. Dabei sollen sowohl der aktuell (Oktober 2014) verwilderte französische Garten, der anzulegende Wellness-Park am Berghang, die Lourdesgrotte, als auch die Kapelle bei einer zukünftigen Nutzung der Öffentlichkeit zugänglich bleiben. Die Pläne fanden bislang keine Umsetzung.
Das leerstehende Objekt fand im Jahr 2011 Eingang in den Fernsehfilm Neue Chance zum Glück als Eifelkrankenhaus (Dreharbeiten im September und Oktober 2010). Die Hauptdarstellerin Merrit Cremer, dargestellt von Sonsee Neu, besuchte dort ihren einliegenden Vater Christian Murmann (Reiner Schöne).
Die Eintragung des Herz-Jesu-Klosters in die Denkmalliste der Gemeinde Nettersheim erfolgte am 13. Dezember 1988 (Denkmal Nr. A 145).

## Beschreibung
Die 14-achsige Anlage wird durch einen Mittel- und zwei Seitenrisalite gegliedert, wobei der linke zugleich den Kapellentrakt aufnimmt. Der Mittelrisalit wird durch das aufwändige Sandsteinportal geprägt, an dessen Seiten zur Zierde Putten angebracht sind, die nach oben mit Inschriftmedaillons bekrönt werden (zur linken: AD; zur rechten: 1920). Über dem Sockelgeschoss, aus grob behauenen roten Sandsteinquadern, das Erdgeschoss mit Rauputzwänden und Fensterrahmungen aus Sandstein, darüber das verschieferte Obergeschoss. Nach oben wird der Bau durch ein schiefergedecktes Mansarddach abgeschlossen. Die Rückfront (Waldseite) ist, entgegen der Straßenseite einfach und funktional gehalten, mit einem braunen Rauputz versehen. Der über einen eigenen Zugang verfügende eingeschossige Anbau am Nordostflügel entstammt nicht der ursprünglichen Planung, sondern entstand ebenfalls bereits in den 1920er Jahren.:113 Straßenseitig begrenzt eine Stützmauer aus Haustein das Klosterareal, in die Garagen und Treppenaufgänge integriert sind.:113 f.

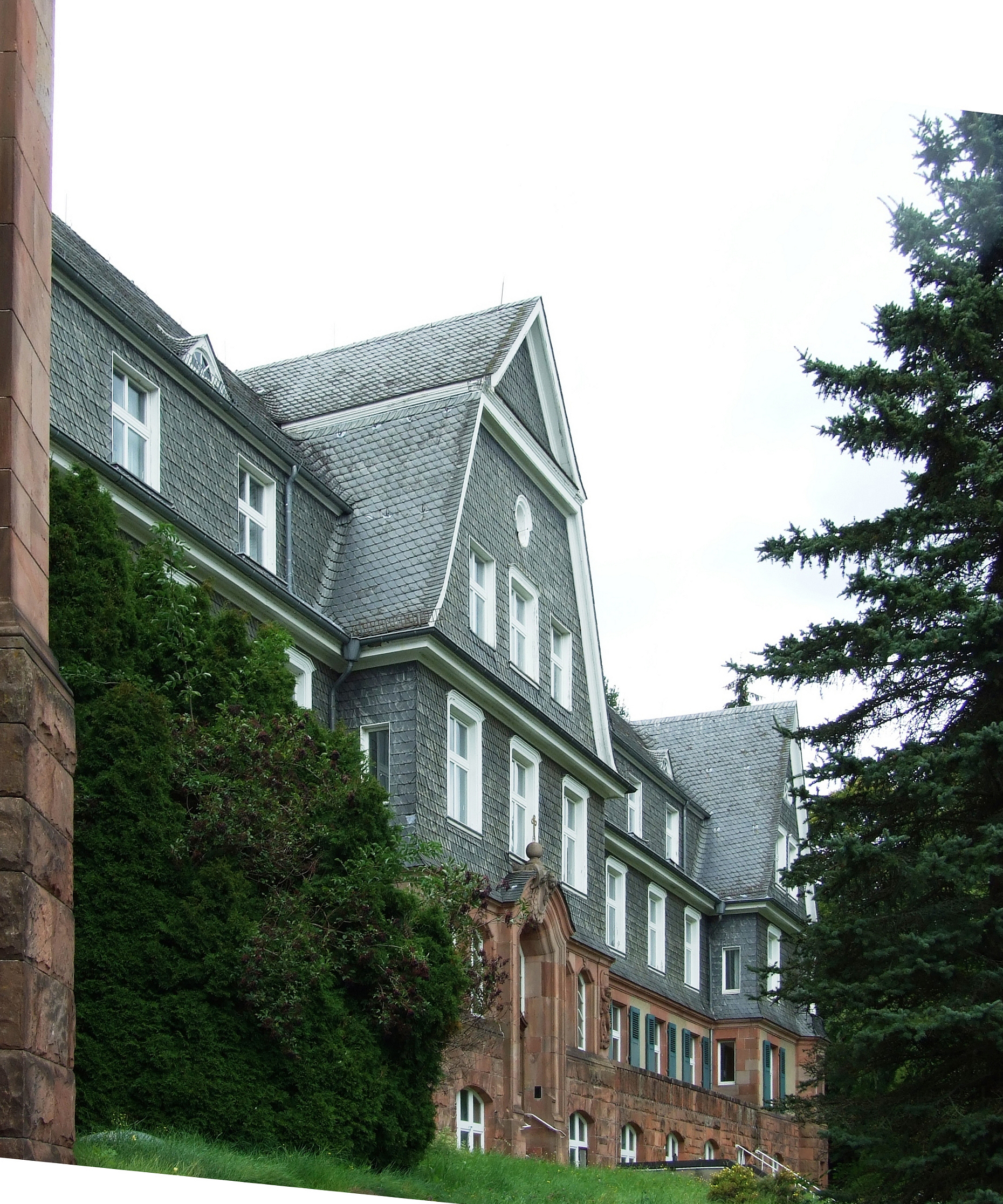
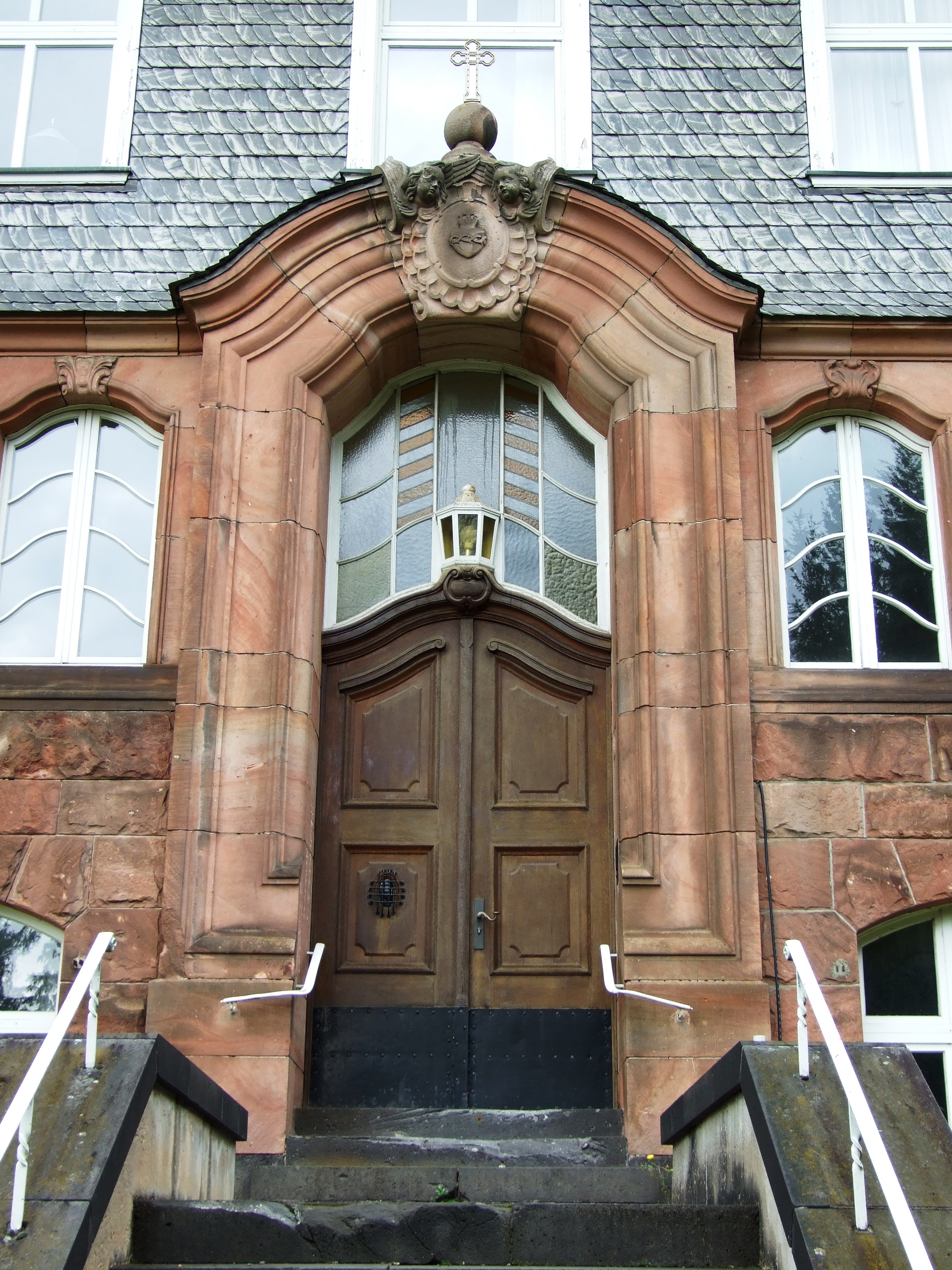
Hauptportal
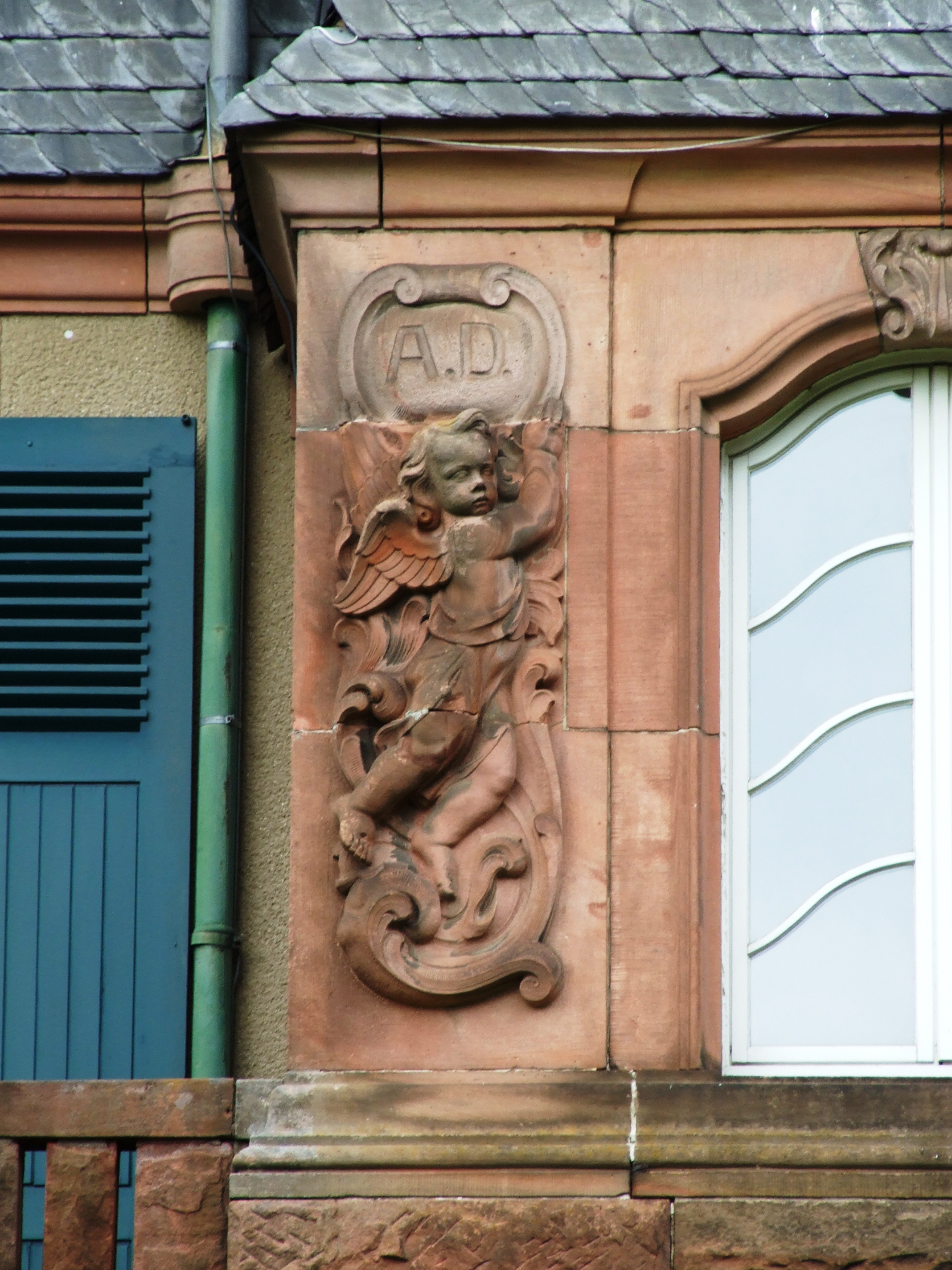
Inschriftmedaillon links
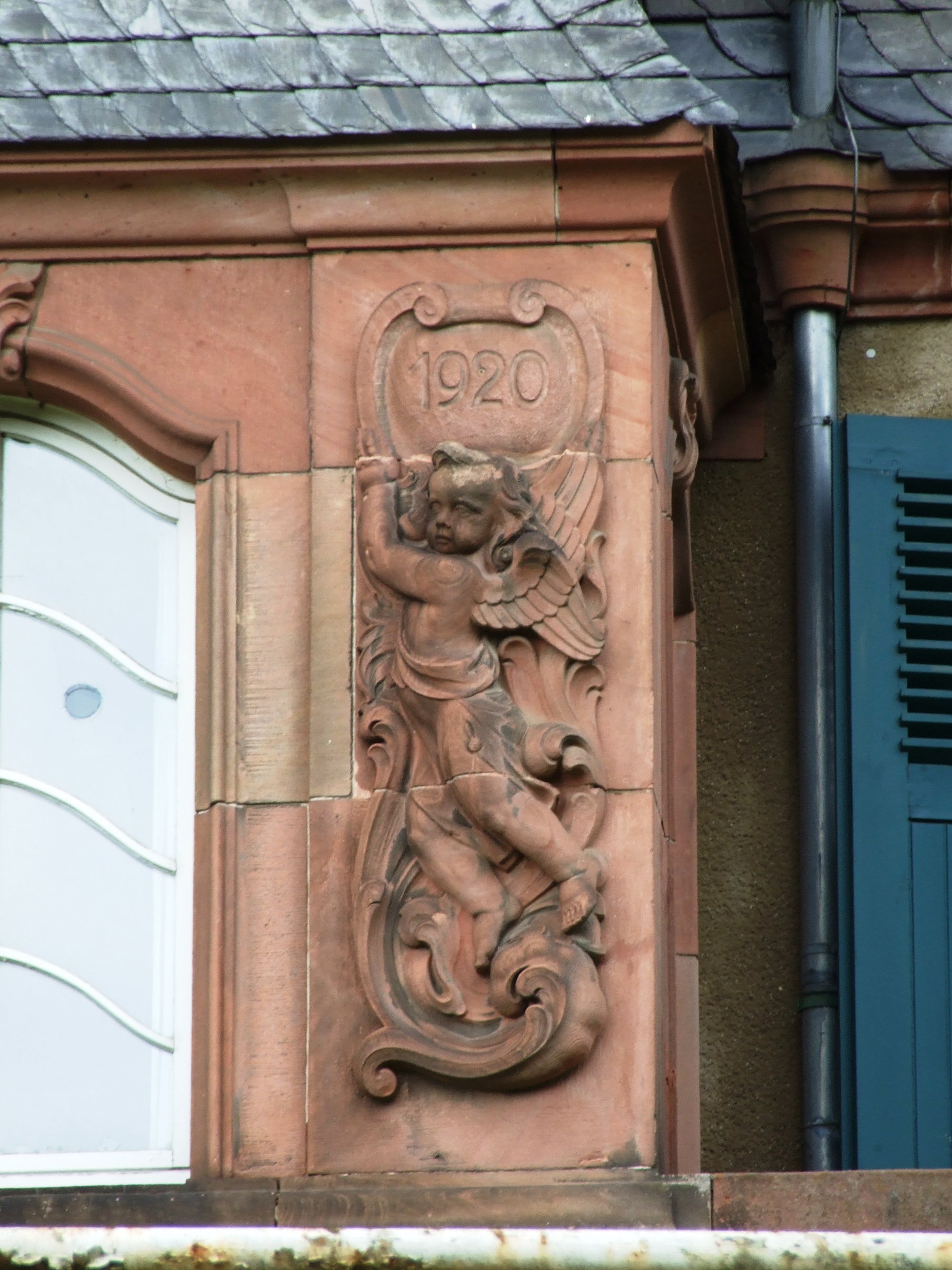
Inschriftmedaillon rechts
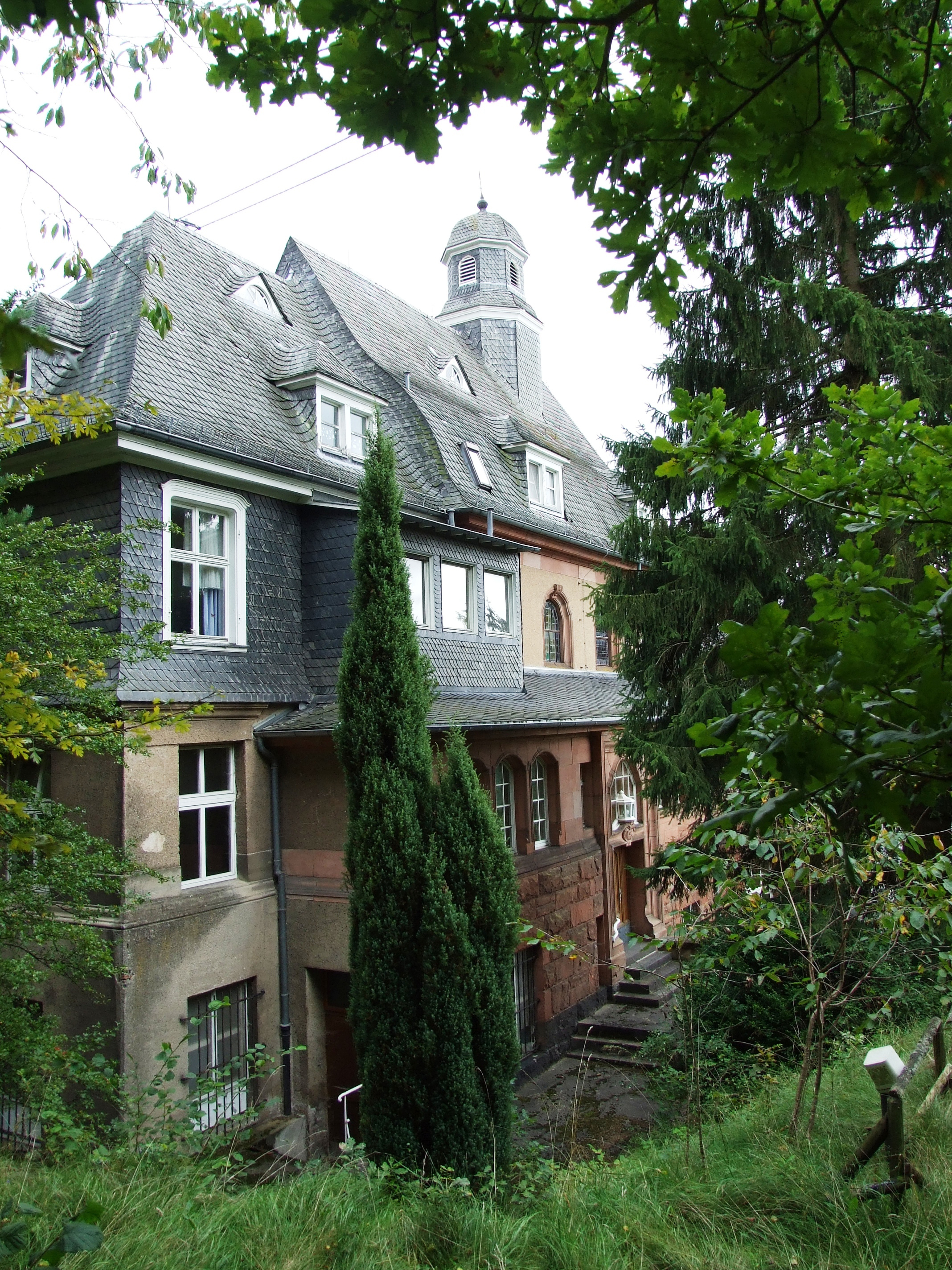
Südwestseite

### Kapelle zum Hl. Augustinus
Der dreiseitig abgeschlossene Kapellentrakt verfügt zur Südwestseite über einen eigenen Zugang durch ein Seitenportal. Er erfährt zur Schauseite eine besondere Akzentuierung durch sein geschweiftes Satteldach mit aufsitzendem oktogonalen Dachreiter.:113 Die 1921/22 eingerichtete und dem Hl. Augustinus geweihte Kapelle, bestehend aus der Kapelle und einer Seitenkapelle, erstreckt sich über das Erd- und das Obergeschoss. Darunter befand sich im Souterrain ursprünglich die Waschküche, darüber im Dachgeschoss unter anderem Zimmer für die Lehrmädchen.:114 Die ursprüngliche Innenausgestaltung der Kapelle ist infolge von Neuausgestaltungen weitgehend nicht mehr erhalten. Bei der Erneuerung der Bleiverglasungen wurden die Bildthemen und -motive im Wesentlichen beibehalten, aber stärker geometrisiert. Ansonsten entfiel der Schmuck aus ihrer Entstehungszeit.:115 Den aus der Pfarrkirche St. Viktor in Oberbreisig rührenden barocken Holzaltar aus der Zeit um 1700 arbeitete zuletzt 1924 der Bildhauer Henri Helwegen (Koblenz) restaurierend wieder auf. Zur Aufstellung in der Klosterkapelle wurde die in der Giebelnische des Altars aufgestellte Holzfigur des Heiligen Nikolaus in eine den Ordenspatron Augustinus darstellende Figur umgearbeitet.:115 Die aus dem Jahr 1415 stammende Glocke der Kapelle gelangte 1966 auf Veranlassung des Bistums Aachen an die Pfarrgemeinde. 1971, im Wege des Umbaus (u. a. schwarzer Marmorboden, Anstrich und Beleuchtung), und 1972, durch Ergänzung des Inventars (Marienfigur), erfuhr die Kapelle zuletzt Veränderungen.:116 Eine Nutzung für Konzerte, Ausstellungen oder weitere kulturelle Veranstaltungen ist möglich.

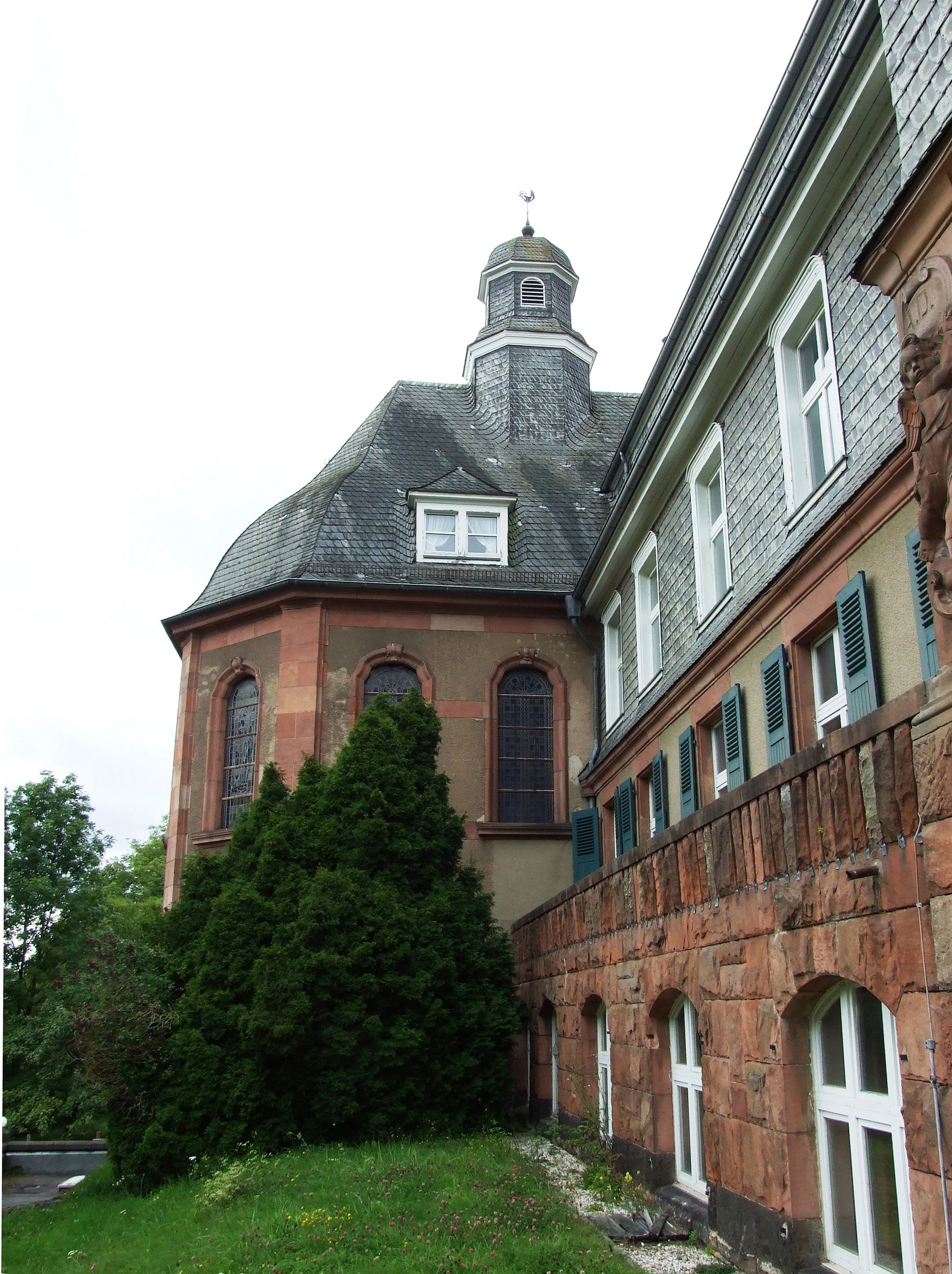
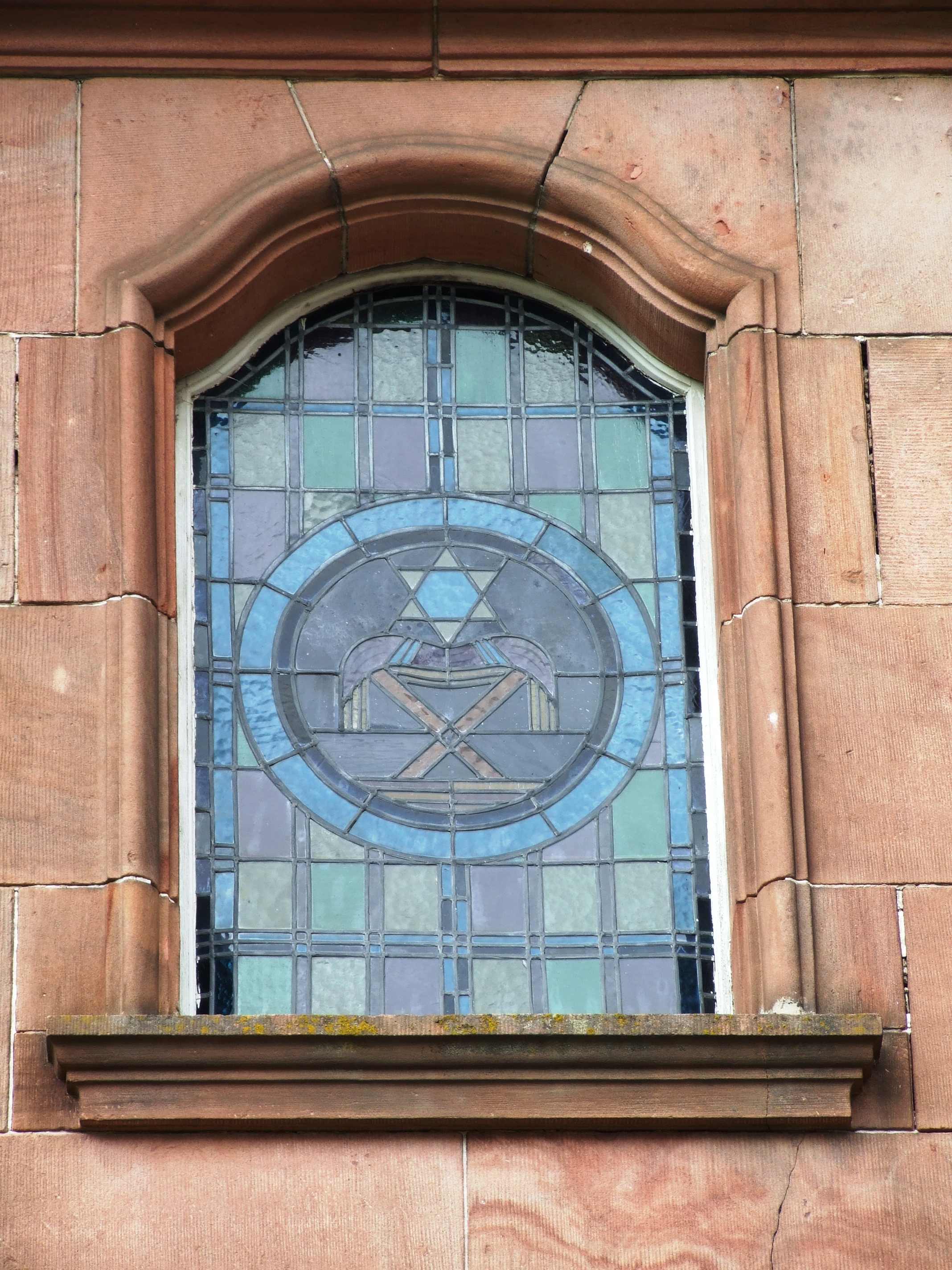
Kapellenfenster
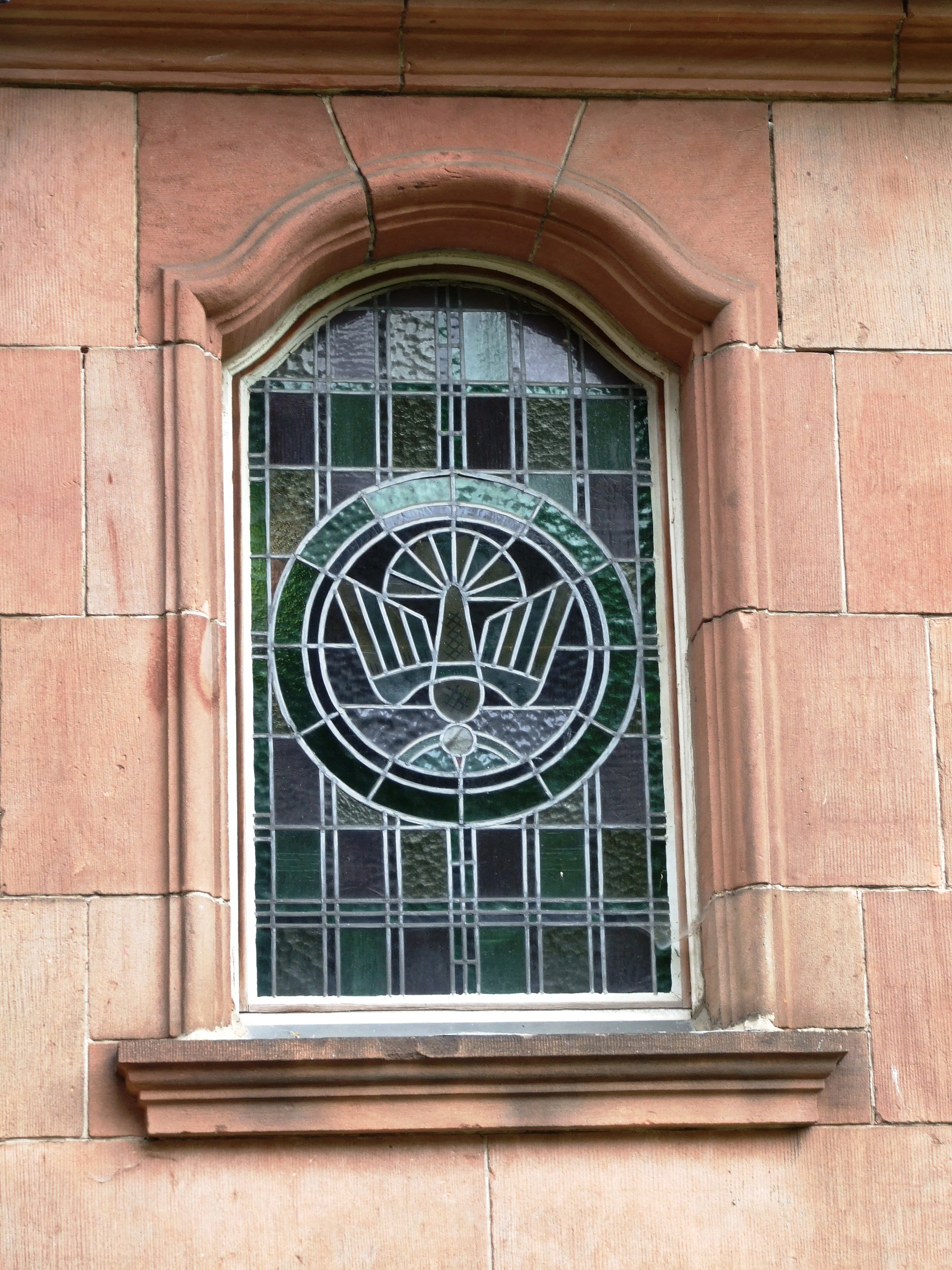
Kapellenfenster
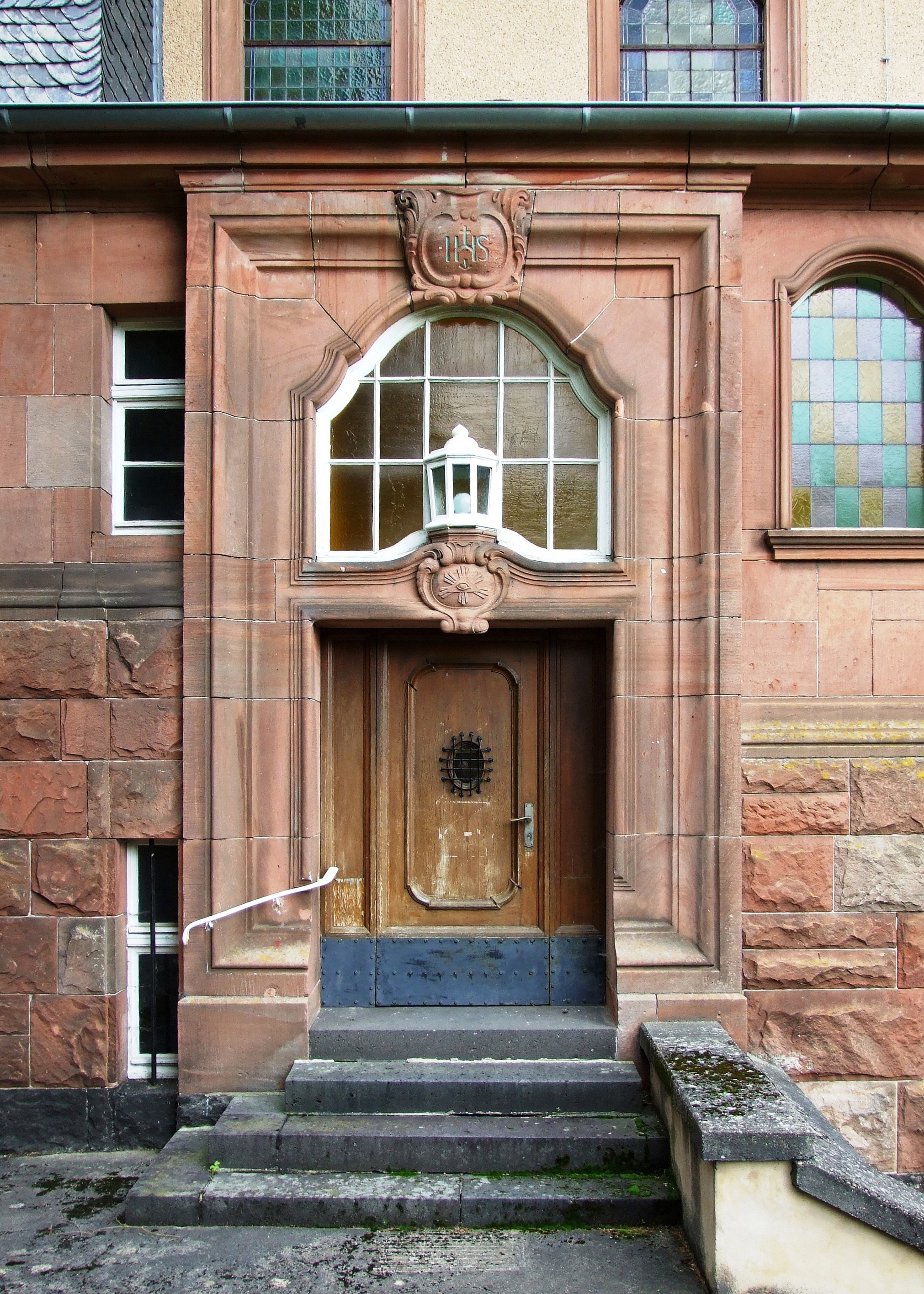
Seitenportal zur Kapelle
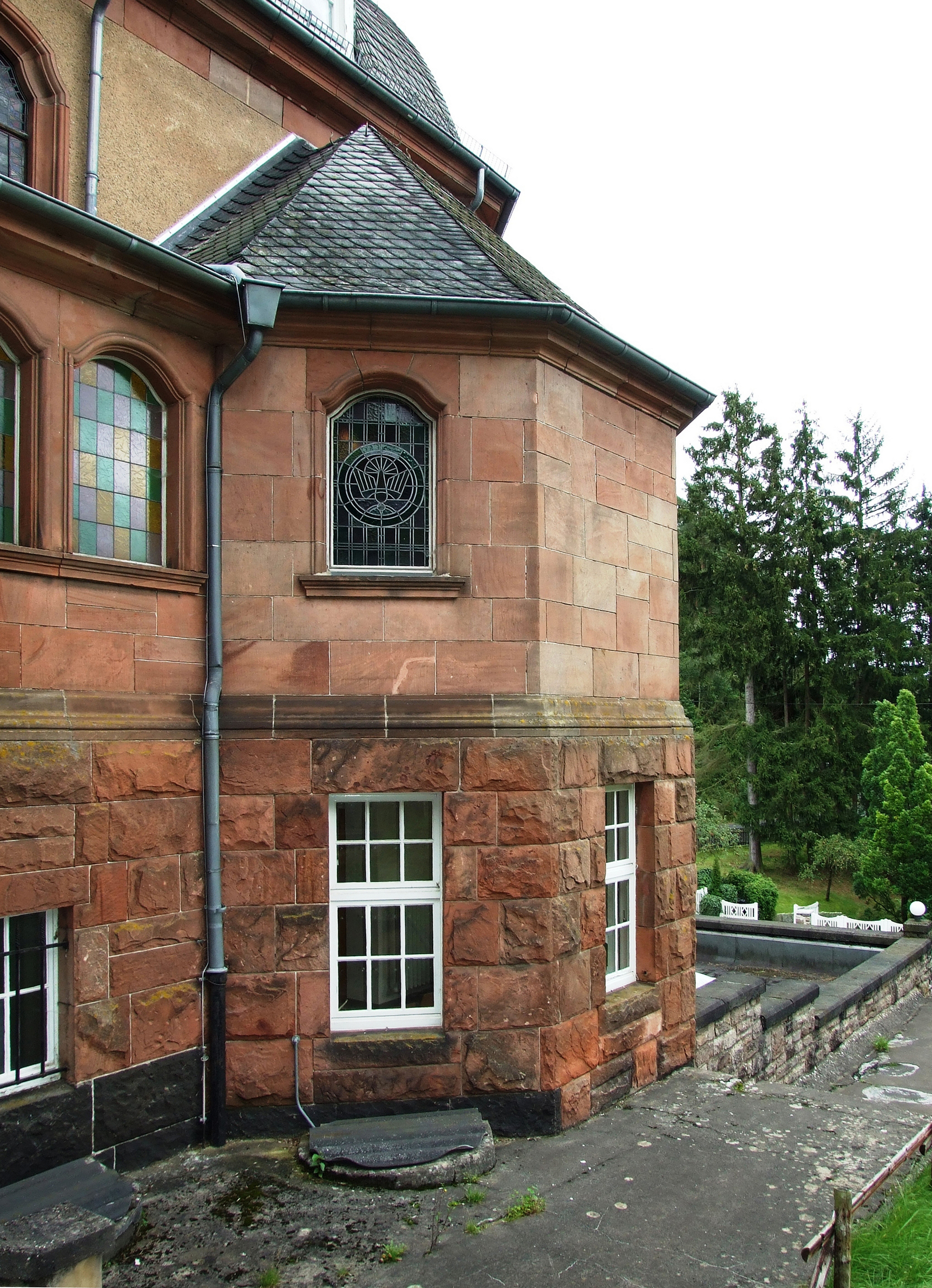
Seitenkapelle

### Lourdes-Grotte
Im Jahr 1924 entstand oberhalb der Kapelle nach Auftrag der damaligen Oberin eine Lourdesgrotte, die über einen Treppenaufgang mit dem Kloster verbunden ist. Ihre Ausführung lag in Händen des Godesberger Grottenbaugeschäfts J. Krämer, das später auch die Grotte am Chor der St. Martin-Kirche herstellte. Zu der Grotte oberhalb des Klosters fanden in den Jahren nach ihrer Errichtung wiederholt Lichterprozessionen der Schwestern und Dorfbewohner statt. Am westlichen Ende der Hauptachse des französischen Klostergartens wurde zu Ende der 1950er oder in den frühen 1960er Jahren zudem eine Figur der Muttergottes aus Banneux installiert.:114 Während ihr Aufstellort verwaist ist, wurde die in der Grotte aufgestellte Marienstatue durch Vandalismus zerstört.